# 크산티 FC
크산티 FC(그리스어: Α.Ο. Ξάνθη Π.Α.Ε.)는 그리스의 축구 클럽으로 그리스 북부의 트라키 지방의 크산티에 연고를 두고 있다. 현재 수페르리가 엘라다에 참가하고 있다.

## 역사
스코다 크산티는 1967년에 지역 클럽인 아스피다와 오르페아스의 통합으로 크산티 AC(Xanthi Athletic Club)라는 이름으로 만들어졌다. 이 이름은 1991년에 구단주의 변화로 인해 현재의 이름이 될 때까지 계속되었다.
스코다 크산티의 리그 최고 성적은 2004-05 시즌의 리그 4위이다. 또한 UEFA컵 2001-02, 2005-06, 2006-07 시즌에 세 번 진출하였다. 수페르 리가 엘라다에는 1989-90 시즌부터 참여하고 있다.

## 역대 감독
| 감독                | 임기      |
| ------------------- | --------- |
| 하워드 켄덜         | 1994      |
| 쿠르트 야라         | 1996~1997 |
| 예른 안데르센       | 2007      |
| 니코스 코스테노글루 | 2012      |
| 러즈반 루체스쿠     | 2014~2017 |
| 토니 포포비치       | 2020~2021 |

## 역대 성적
- 1989-90: 11위
- 1990-91: 15위
- 1991-92: 14위
- 1992-93: 8위
- 1993-94: 8위
- 1994-95: 8위
- 1995-96: 6위
- 1996-97: 13위
- 1997-98: 8위
- 1998-99: 7위
- 1999-00: 12위
- 2000-01: 8위
- 2001-02: 5위 (UEFA컵 2002-03 출전: 1회전 탈락 (1무 1패 0득 4실))
- 2002-03: 9위
- 2003-04: 10위
- 2004-05: 4위 (UEFA컵 2005-06 출전: 1회전 탈락 (1무 1패 0득 2실))
- 2005-06: 5위 (UEFA컵 2006-07 출전: 1회전 탈락 (2패 4득 8실)))
- 2006-07: 10위 (공동)
- 2007-08: 8위
- 2007-08: 7위